# Liv Morgan
Gionna Jene Daddio (ur. 8 czerwca 1994 w Paramus w New Jersey) – amerykańska wrestlerka. Obecnie związana jest kontraktem z federacją WWE, występując w brandzie RAW pod pseudonimem ringowym Liv Morgan.
Podczas swojej dotychczasowej kadencji w WWE, Morgan zdołała wygrać kobiecy Money in the Bank ladder match i jednokrotnie wygrać mistrzostwo kobiet, w postaci WWE SmackDown Women’s Championship. Przez długi okres była częścią stajni The Riott Squad, którą tworzyła wraz z Sarah Logan i Ruby Riott. Obie sojuszniczki jednak zostały zwolnione przez firmę przy różnych okazjach, a Morgan wkroczyła na singlową ścieżkę swojej kariery, szybko stając się ulubienicą fanów, zyskując ogromne poparcie publiczności.

## Kariera profesjonalnej wrestlerki

### WWE

#### NXT (2014–2017)
W 2014 Daddio podpisała kontrakt z WWE i w październiku została przydzielona do rozwojowego brandu NXT. Po raz pierwszy pojawiła się w telewizji podczas gali NXT TakeOver: Rival, gdzie jako tzw. planted fan przeskoczyła przez ogrodzenie wokół ringu i przytuliła Tylera Breeze’a podczas jego wejściówki. Podobny motyw odegrano podczas gali NXT TakeOver: Unstoppable z 20 maja. W październiku 2015 na krótki czas przybrała pseudonim ringowy Marley, po czym zadebiutowała 4 listopada podczas odcinka tygodniowki NXT i szybko przegrała z Evą Marie.
2 grudnia 2015 podczas gali NXT Daddio powróciła występując jako Liv Morgan, lecz ponownie przegrała z Emmą. 13 stycznia wzięła udział w battle royalu o miano pretendentki do NXT Women’s Championship, jednakże walkę wygrała Carmella. 17 sierpnia podczas tygodniówki NXT zawalczyła w six-woman tag team matchu, gdzie wspólnie z Carmellą i Nikki Glencross pokonały Darię Berenato, Mandy Rose i Alexę Bliss.
31 sierpnia po raz pierwszy odniosła zwycięstwo w telewizji, wygrywając z Aliyah. Dwa tygodnie później wygrała z Rachel Fazio poprzez submission i wyzwała posiadaczkę NXT Women’s Championship Asukę do obrony tytułu przeciwko niej. Walka odbyła się tydzień później i Morgan przegrała w mniej niż minutę, lecz po walce wspólnie z mistrzynią odparła atak ze strony Billie Kay i Peyton Royce. 12 października przegrała z Kay w singlowym pojedynku po interwencji ze strony Royce. Odegrała się dwa tygodnie później pomagając wygrać Aliyah w walce z Kay. 23 listopada odbył się six-woman tag team match, w którym Morgan, Aliyah i Ember Moon pokonały Kay, Royce i Darię Berenato, tym samym kończąc rywalizację z Kay i Royce. 3 maja 2017 podczas odcinka tygodniówki NXT Morgan wzięła udział w kolejnym battle royalu o miano pretendentki do tytułu kobiet, gdzie wyeliminowała Sarah Bridges, lecz sama została wyrzucona z ringu przez Nikki Cross.
Po czteromiesięcznej absencji powróciła do NXT 27 września 2017 i pokonała Vanessę Borne. 11 października przegrała w triple threat matchu o miano czwartej członkini meczu o zawieszony tytuł kobiet; pojedynek wygrała Nikki Cross.

#### The Riott Squad (2017–2019)
Morgan zadebiutowała w brandzie SmackDown u boku Sarah Logan i Ruby Riot podczas tygodniówki SmackDown Live z 21 listopada. Zaatakowały wspólnie Naomi, Becky Lynch, a także w późniejszej części gali Natalyę i posiadaczkę WWE SmackDown Women’s Championship Charlotte Flair, wskutek czego trio stało się antagonistkami. W następnym tygodniu utworzyły ugrupowanie o nazwie The Riott Squad i pokonały Natalyę, Lynch oraz Flair, w six-women tag team matchu. 28 stycznia 2018 Morgan była uczestniczką inauguracyjnego meczu Royal Rumble kobiet, z którego została wyeliminowana przez Michelle McCool. Na WrestleManii 34 poniosła porażkę, w kobiecym WrestleMania Battle Royal, który zwyciężyła Naomi.
W ramach projektu Superstar Shake-up, które odbyło się, w kwietniu 2018, wszystkie członkinie Riott Squad zostały przeniesione do brandu Raw. Całe trio zadebiutowało, ingerując w mecz pomiędzy Bayley, a Sashą Banks, powodując podwójną dyskwalifikację.
Na Evolution Riott Squad przegrały z Natalyą, Bayley i Sashą Banks. 27 stycznia 2019 na Royal Rumble Morgan została najszybciej wyeliminowaną kobietą, z żeńskiego Royal Rumble matchu, w historii, odpadając po 8 sekundach. 17 lutego na gali Elimination Chamber Logan i Morgan, jako reprezentacja Riott Squad wzięły udział, w Elimination Chamber matchu z udziałem pięciu innych drużyn, mającym na celu wyłonić inauguracyjne posiadaczki WWE Women’s Tag Team Championship. Obie zostały wyeliminowane przez Nię Jax i Taminę, a walkę ostatecznie zwyciężyły The Boss ’n’ Hug Connection (Bayley i Sasha Banks). Morgan bezskutecznie rywalizowała w WrestleMania Women’s Battle Royal na WrestleManii 35.

#### Raw (2019–2020)
Liv Morgan została oddzielona od The Riott Squad, kiedy to przeniesiono ją z powrotem na SmackDown podczas draftu Superstar Shake-up. Morgan zmierzyła się z Charlotte Flair, w swoim pierwszym meczu telewizyjnym od WrestleManii 35, gdzie przegrała.
Podczas draftu w październiku tego samego roku Liv została z powrotem przeniesiona na Raw, a WWE zaczęło wydawać filmy reklamujące jej powrót. Powróciła 30 grudnia na Raw, wyznając miłość Lanie podczas jej ślubu z Bobbym Lashleyem. Morgan dwukrotnie pokonała Lanę w odcinku Raw z 27 stycznia 2020 i tydzień później, gdzie zaraz po meczu zaatakowała ją była sojuszniczka Ruby Riott. 2 marca Sarah Logan była specjalnym sędzią pojedynku, w którym Morgan odniosła zwycięstwo nad Ruby Riott. 8 marca nie zdołała wygrać Elimination Chamber matchu wraz z mianem pretendenckim do WWE Raw Women’s Championship na szali, zostając wyeliminowana przez zwyciężczynię Shaynę Baszler. Podczas pre-show WrestleManii 36 zwyciężyła Natalyę. 4 maja przegrała z ówczesną posiadaczką NXT Women’s Championship Charlotte Flair.

#### Powrót Riott Squad (2020–2021)
22 czerwca, po przegranej walce przeciwko Natalyi, Liv Morgan została zauważona przez Ruby Riott, która próbowała ją pocieszyć po odniesieniu porażki, jednakże została odrzucona. 3 sierpnia na Raw Riott zaproponowała swojej byłej przyjaciółce reformacje grupy Riott Squad, ale chwilę później przerwały jej The IIconics (Billie Kay i Peyton Royce), wyśmiewając ją. Doprowadziło to do starcia tag teamowego, w którym Morgan i Riott pokonały IIconics. Na Payback Riott i Morgan, oficjalnie już jako The Riott Squad pokonały Kay i Royce, w rewanżu. Następnej nocy na Raw, czyli 31 sierpnia odbył się kolejny rewanż, którego stypulacja zakładała, iż przegrana drużyna musi się rozpaść, a wygrana drużyna otrzyma walkę o WWE Women’s Tag Team Championship. Walkę wygrały Riott Squad, zmuszając IIconics do rozpadu. Obie członkinie Riott Squad zostały następnie przeniesione do SmackDown, na skutek Draftu.
13 listopada zakwalifikowała się do drużyny SmackDown, biorącej udział, w żeńskim Survivor Series interbrand elimination matchu. Zespół SmackDown, w którym znajdowały się zarówno Morgan i Riott, przegrał z kobiecą reprezentacją Raw, 22 listopada na Survivor Series.
W ich ostatniej walce jako drużyna zostały pokonane przez panujące WWE Women’s Tag Team Championki Natalyę i Taminę, w walce bez tytułu na szali, 28 maja na SmackDown. 5 dni później Riott została zwolniona z kilkoma innymi wrestlerami WWE, wskutek cięć budżetowych.

#### Różne rywalizacje (2021–2022)
4 czerwca na SmackDown Morgan została pokonana przez Carmellę. Tydzień później Liv wygrała rewanż, a następnie postawiła sobie za cel WWE SmackDown Women’s Championship. Po pokonaniu dwóch uczestniczek żeńskiego Money in the Bank ladder matchu Carmelli i Zeliny Vegi, zastąpiła tą pierwszą, we wcześniej wspomnianym ladder matchu, ze względu na jej mistrzowski pojedynek przeciwko SmackDown Women’s Championce Biance Belair. Na Money in the Bank nie udało jej się wygrać ladder matchu, którego stawką był kontrakt gwarantujący walkę o mistrzostwo, w dowolnym momencie. Zwyciężczynią tego starcia została Nikki A.S.H..
17 września podczas SmackDown połączyła siły z Toni Storm, pokonując Zelinę Vegę i Carmellę, po tym jak ta druga została wyliczona przez sędziego poza ringiem. Skłoniło to Morgan do wyzwania Carmelli na pojedynek na Extreme Rules, który Carmella zaakceptowała. Na gali Morgan pokonała Carmellę. 4 października, w wyniku Draftu 2021 została ona przeniesiona do brandu Raw.
8 listopada wygrała walkę z udziałem ośmiu kobiet o miano pretendentki do WWE Raw Women’s Championship. 6 grudnia uległa broniącej tytułu Becky Lynch, w głównym wydarzeniu Raw, dokładnie w 17 rocznicę pierwszego, żeńskiego pojedynku, który był walką wieczoru tego programu. Ze względu na nieczysty finisz starcia, Morgan otrzymała walkę rewanżową na Day 1, jednak nie udało jej się odnieść zwycięstwa. W lutym podjęła kolejnej, nieudanej próby zdobycia prawa do walki z Lynch o mistrzostwo na WrestleManii 38, uczestnicząc w swoim trzecim Elimination Chamber matchu na tytułowej gali Elimination Chamber.
Niedługo potem zawarła sojusz z Rheą Ripley, szybko dołączając do walki o WWE Women’s Tag Team Championship na WrestleManii 38, dzięki zwycięstwu nad panującymi mistrzyniami Carmellą i Queen Zeliną w zmaganiu bez tytułu na szali. Podczas wydarzenia Morgan i Ripley poniosły porażkę w Fatal 4-way matchu, którego częścią były mistrzynie Carmella i Queen Zelina, Natalya i Shayna Baszler oraz zwycięski duet Sashy Banks i Naomi. Krótko po WrestleManii, Morgan i Ripley bezskutecznie rzuciły wyzwanie Banks i Naomi o WWE Women’s Tag Team Championship na odcinku Raw z 18 kwietnia 2022. Zaraz po walce Ripley zaatakowała Morgan, rozwiązując współpracę. Na Hell in a Cell sprzymierzyła się z AJ Stylesem i Finnem Bálorem, mierząc się z Ripley i jej nowymi sojusznikami, Edgem i Damianem Priestem, przegrywając.

#### SmackDown Women’s Champion (od 2022)
Liv Morgan zdołała zakwalifikować się do Money in the Bank matchu kobiet, kiedy to wraz z Alexą Bliss pokonały Nikki A.S.H. i Doudrop na odcinku Raw, 13 czerwca. Na Money in the Bank zwyciężyła sześć innych kobiet, we wcześniej wspomnianym Money in the Bank ladder matchu, gwarantującym kontrakt, który zapewnia walkę o dowolne mistrzostwo kobiet, w wyznaczonym przez posiadacza miejscu i czasie. Jeszcze tego samego wieczoru wykorzystała przysługujący jej przywilej, pokonując Rondę Rousey o WWE SmackDown Women’s Championship, triumfując z pierwszym tytułem mistrzowskim w swojej zawodowej karierze. Obroniła miano mistrzyni w rewanżu na SummerSlam, gdzie podczas przypięcia, Rousey zmusiła ją do poddania się, jednak sędzia nie zauważył tego i przyznał zwycięstwo dla Morgan. Po meczu Rousey zaatakowała mistrzynię i sędziego.
Na Clash at the Castle pokonała Shaynę Baszler, ponownie broniąc mistrzostwa. Po 98 dniach panowania straciła tytuł ponownie na rzecz Rondy Rousey, która zwyciężyła ją w Extreme Rules matchu na gali Extreme Rules.
9 grudnia sprzymierzyła się z powracającą Tegan Nox, która pospieszyła jej na pomoc w bójce z Damage CTRL (WWE Women’s Tag Team Championkami Dakotą Kai i Iyo Sky oraz Bayley). Tydzień później Nox i Morgan podjęły zmagania z Kai i Sky z WWE Women’s Tag Team Championship na szali. W walkę zaingerowała Xia Li, dając przewagę Damage CTRL, które wskutek tego utrzymały tytuły nad pretendentkami.
W styczniu 2023 Morgan wstąpiła do Royal Rumble matchu kobiet jako druga z kolei, pobijając rekord najdłuższego czasu spędzonego w Royal Rumble matchu kobiet, który jako ostatnia ustanowiła Bianca Belair na Royal Rumble w 2021 roku. Morgan pobiła go z czasem jednej godziny, minuty i siedmiu sekund. Była również ostatnią uczestniczką wyeliminowaną z kompetycji przez ostateczną zwyciężczynie Rheę Ripley, która według oficjalnych źródeł spędziła w meczu zaledwie sekundę więcej od niej. Ponadto zawalczyła o szansę na mistrzowski pojedynek przeciwko Biance Belair na WrestleManii 39 o WWE Raw Women’s Championship, uczestnicząc w Elimination Chamber matchu na tytułowej gali Elimination Chamber, jednakże została wykluczona po technicznym poddaniu ze strony Asuki i Natalyi. Występ Morgan w Elimination Chamber matchu był jej rekordowym, czwartym wystąpieniem w tej strukturze.

## Życie prywatne
Daddio urodziła się w mieście Paramus w New Jersey. Dorastała w Elmwood Park i uczęszczała do Henry P. Becton Regional High School w East Rutherford. Ma czterech starszych braci i młodszą siostrę. Po śmierci ojca jej matka wychowywała szóstkę dzieci. Daddio jest wieloletnią fanką profesjonalnego wrestlingu i praktykowała backyard wrestling. Jej idolką jest Lita.
Daddio jest byłą cheerleaderką. Ponadto pracowała w restauracji sieci Hooters jako Hooter Girl.
W listopadzie 2020 poinformowała, iż podjęła się kursu agenta nieruchomości w Bob Hogue School of Real Estate. W lutym następnego roku założyła biznes nieruchomości wraz z byłym wrestlerem WWE Bo Dallasem.

## Styl walki
- Finishery
  - Liv Kick (Reverse roundhouse kick)[17][83]
  - Liv-breaker (Jumping double knee facebreaker)

- Inne ruchy
  - Guillotine choke, czasem przeistaczany z jumping DDT[2][14][84]
  - Back handspring tilt-a-whirl headscissors takedown[85][86], czasem w formie odejścia od narożnika[83]
  - Belly-to-back suplex
  - Drop toe-hold na nadbiegającego przeciwnika[87]
  - Leg-feed enzuigiri[14]
  - Matrix evasion[14][16][85]
  - Monkey flip[85][86]
  - Moonsault, czasem w wersji stojącej[88][89][90]
  - Running one-handed bulldog[85], czasem ze wstaniem w stylu kip-up[86][91][92]
  - Single leg dropkick[2][14]
  - Sitout hip toss[14]
  - STO[92][93][94][95]

- Motywy muzyczne
  - „Livin’ Large” ~ CFO$[96] (NXT / WWE; 13 kwietnia 2016–listopad 2017)
  - „We Riot” ~ CFO$[97] (WWE; jako członkini The Riott Squad, listopad 2017–2019, sierpień 2020–2 czerwca 2021)
  - „Nah Nah” ~ def rebel[97] (WWE; od stycznia 2020 do stycznia 2022)
  - „Watch Me” ~ def rebel[97] (WWE; od stycznia 2022 do listopada 2022)
  - „Liv Gone Mad” ~ def rebel[97] (WWE; od listopada 2022)

## Mistrzostwa i osiągnięcia
- Pro Wrestling Illustrated
  - PWI sklasyfikowało ją na miejscu 17. wśród 150 najlepszych zawodniczek roku 2022[98]

- WWE
  - Women’s World Championship (2 razy, obecnie)[a][99]
  - Zwyciężczyni kontraktu Money in the Bank kobiet (2022)[70]
  - WWE Women's Tag Team Championship (2 razy) – z Raquel Rodriguez[100]